# Night Moves (Bob Seger & The Silver Bullet Band)
Night Moves è il nono album in studio del cantautore statunitense Bob Seger, il primo realizzato con il gruppo Silver Bullet Band. Il disco è stato pubblicato nel 1976.

## Tracce
Tutte le tracce sono state scritte da Bob Seger, eccetto dove indicato.
Side 1
1. Rock and Roll Never Forgets – 3:52
2. Night Moves – 5:25
3. The Fire Down Below – 4:28
4. Sunburst – 5:13

Side 2
1. Sunspot Baby – 4:38
2. Mainstreet – 3:43
3. Come to Poppa (Earl Randle, Willie Mitchell) – 3:11
4. Ship of Fools – 3:24
5. Mary Lou (Young Jessie, Sam Ling) – 2:56